# Milk (How I Met Your Mother)
Milk är det tjugförsta avsnittet av första säsongen av TV-serien How I Met Your Mother. Det hade premiär på CBS den 8 maj 2006.

## Sammandrag
En dator räknar fram en drömtjej till Ted, men han inser att Robin är den enda för honom. Lily går i hemlighet på en intervju för en konstskola i San Francisco. Barney bråkar med en kille på andra sidan gatan. 

## Handling
Ted fyller 28 år och firar på stammisbaren McLaren's. Barneys present är en raggningsteknik, som han testar på en kvinna i baren.
Morgonen därpå får Ted ett telefonsamtal från "Love Solutions", äktenskapsförmedlingen som i avsnittet "Matchmaker" gav en dator i uppgift att para ihop honom med en kvinna. Nu har datorn tydligen fått napp, så Ted ska få träffa henne.
Barney utkämpar på jobbet en bitter strid med en man som arbetar på andra sidan gatan. De spelar varandra spratt och har gjort så en lång tid. Barney får med Marshall i kampen. Det gör att Marshall ser mer positivt på sitt arbete, som han annars hatar. 
Lily hör talas om ett konststipendium i San Francisco och bestämmer sig för att lämna in en ansökan, trots att det skulle kunna spoliera bröllopsplanerna. Hon är på väg till en intervju när hon får punktering på bilen och tvingas berätta för Ted. Hon har fortfarande tvivel kring bröllopet och söker stipendiet för att se om hon har vad som krävs för att bli en riktig konstnär. 
Ted försöker övertala henne om att inte åka vidare till intervjun, men hon lämnar honom vid sidan av vägen. Ted försöker ringa henne och passar samtidigt på att säga att hon ska köpa mjölk. Han försöker ringa Barney, som lämnar luren till Marshall. Eftersom Ted inte kan förklara för Marshall vad saken gäller säger han att det var ett skämt.
Robin kommer och skjutsar Ted till baren, där hans drömdejt, enligt datorn, väntar. Han inser dock att han inte vill ha den perfekta kvinnan utan Robin.
Tillbaka i lägenheten frågar Ted om Lily "köpte mjölk" eftersom han inte vill avslöja något om intervjun för Marshall. Lily svarar att hon "köpte men inte vill ha", vilket betyder att hon gick på intervjun men planerar att tacka nej till stipendiet.

## Popkulturella referenser
- Ambulanssjukvårdarna, som för övrigt spelas av seriens skapare Carter Bays och Craig Thomas, kommer från teatern Troilus och Cressida, vilket också är namnet på en tragedi av Shakespeare.
- Ted kommer att kalla sina barn Luke och Leia, vilket är namnen på två av huvudkaraktärerna i Star Wars.
- Lily spelar Super Bomberman.
- Ted kommenterar Robins nya frisyr med "I'll bet it looks grrrrreat!", en referens till vad Tony The Tiger, maskoten för Kellogg's Frosties, brukar säga.
- Ted säger att hans drömkvinna spelar bas, som Kim Deal och Kim Gordon.
- Ted säger att drömkvinnans favoritbok är Kärlek i kolerans tid. I sista avsnittet Last Forever läser Ted samma bok innan han träffar Tracy (Mamman) på järnvägsstationen i Farhampton. Boken sägs vara ett tidigt förebud om hur serien kommer sluta.
- Ted skämtar om Robins slingor ("highlights" på engelska) genom att referera till den amerikanska barntidningen "Highlights for Children".